# Kościół św. Stanisława Biskupa i Męczennika w Bełchatowie
Kościół świętego Stanisława Biskupa i Męczennika w Bełchatowie – rzymskokatolicki kościół parafialny należący do parafii pod tym samym wezwaniem (dekanat bełchatowski archidiecezji łódzkiej).
Jest to świątynia wzniesiona w latach 1977–1979. Charakteryzuje się współczesną architekturą. Budowla jest jednonawowa, dobudowana została do istniejącej kaplicy św. Stanisława Biskupa, która stała się częścią obecnej świątyni i stanowi jej prezbiterium. Po bokach tej kaplicy dostawiona jest mała zakrystia i tylne wejście do świątyni. Autorem projektu architektonicznego i zaadaptowania kaplicy do całej bryły świątyni jest architekt Mirosław Rybak. Budowla została poświęcona przez biskupa Józefa Rozwadowskiego. W 1999 roku zostało nadbudowane prezbiterium i zabudowane zostały tarasy wejściowe według projektu architekta Tadeusza Kędziaka z Bełchatowa. Świątynia została konsekrowana w dniu 3 marca 2002 roku przez arcybiskupa Władysława Ziółka.